# Devontez Walker
Devontez Walker (Charlotte, 19 giugno 2001) è un giocatore di football americano statunitense che milita nel ruolo di wide receiver per i Baltimore Ravens della National Football League (NFL).

## Carriera universitaria

### North Carolina Central
Walker si iscrisse alla North Carolina Central University nel 2020 ma non vi disputò alcuna partita a causa della cancellazione della stagione a causa della pandemia di COVID-19

### Kent State
Walker si trasferì a Kent State nel 2021. Debuttò nel primo turno nella ricevendo un passaggio da tre yard nella vittoria contro Texas A&M numero 6 del ranking per 41–10. Nel Famous Idaho Potato Bowl 2021, Walker ricevette un passaggio da 74 yard con cui andò in touchdown nella sconfitta per 52–38 contro Wyoming. Chiuse l’annata con 5 ricezioni per 124 yard e un touchdown.
Nel 2022 Walker trovò maggiore spazio. Contro i campioni nazionali in carica di Georgia disputò una partita di alto livello, con 7 ricezioni per 106 yard e un touchdown nella sconfitta per 39–22. Giocò bene anche nelle due settimane successive, ricevendo 6 passaggi per 107 yard contro Ohio e 11 passaggi per 159 yard e 2 touchdown nella sconfitta contro Miami (OH). Nell’ultima partita della stagione segnò il touchdown della vittoria contro Buffalo, in una gara chiusa con 5 ricezioni per 84 yard.
Walker chiuse la stagione 2022 con 58 ricezioni per 921 yard e 11 touchdown, oltre a 29 yard e a un altro touchdown su corsa, venendo inserito nella formazione ideale della Mid-American Conference.
Dopo la conclusione della stagione e l’addio del capo-allenatore Sean Lewis, annunciò che avrebbe cambiato istituto.

### North Carolina
Dopo avere lasciato Kent State, Walker fece ritorno nel suo stato natale, trasferendosi a North Carolina.
Con una decisione controversa e molto criticata, la NCAA imputò a Walker un doppio trasferimento, negandogli inizialmente l’eleggibilità per la stagione 2023. Dopo avere saltato le prime quattro partite, a Walker fu concesso di disputare il resto della stagione.
Walker tornò in campo contro Syracuse e finì con il disputare otto partite, ricevendo 41 passaggi per 699 yard e 7 touchdown, venendo inserito nella terza formazione ideale dell’Atlantic Coast Conference. Nella seconda partita dal ritorno in campo ricevette 132 yard e 3 touchdown contro Miami. Dopo avere annunciato che sarebbe passato ai professionisti, optò per non scendere in campo nel Duke's Mayo Bowl.

## Carriera professionistica

### Baltimore Ravens
Walker fu scelto nel corso del quarto giro (113º assoluto) del Draft NFL 2024 dai Baltimore Ravens. La prima ricezione, con cui segnò il primo touchdown, la fece registrare nella vittoria della settimana 15 sui New York Giants. Fu l'unica della sua prima stagione, terminata con 9 presenze, nessuna delle quali come titolare.